# Szabó Lajos (katona)
Szabó Lajos (Miskolc, 1913. december 17. - Budapest, 1956. október 30.) honvéd alezredes, akit 1956-ban a Budapesti Pártbizottság ostroma után meggyilkoltak.

## Élete
Miskolci munkáscsaládban született. Tizenkét éves korában már pékinas volt Prágában. Tizenhat évesen tagja lett a Csehszlovák Kommunista Párt ifjúsági szervezetének. 1937-ben visszatért szülővárosába, Miskolcra. A 2. világháború idején itt szervezte a fasizmus elleni harcot; 1944 őszén ifjúmunkásokból megalakította a miskolci MOKAN-komité egyik partizáncsoportját. A nyilasok ellen harcolt, alakulatával több száz levente nyugatra hurcolását akadályozta meg.
1945 után a politikai rendőrségen dolgozott, majd az MKP szerencsi járásának titkára volt. 1947-től a Magyar Néphadsereg csapattisztje lett, egy időben ezredparancsnokként szolgált Mezőtúron.

## 1956-ban
Szabó Lajos alezredes 1956. október 23-án jött Budapestre, hogy részt vegyen egy magasabb parancsnoki tanácskozáson. Október 28-ig a Honvédelmi Minisztériumban dolgozott, majd azt a feladatot kapta, hogy vegyen részt a munkásmilíciák szervezésében. Ekkor került a Köztársaság téri pártházba.
1956. október 30-án a Budapesti Pártbizottság elfoglalása után végezték ki a felkelők.

„Szabó Lajos alezredest hátrakötött kézzel vitték ki a térre. Pillanatokon belül huszonöt-harminc ember vette körül. A téren lévő szoborhoz kísérték. A szobor előtt valaki elgáncsolta, Szabó elesett. Mikor kötelet kötöztek a lábára és felhúzták az egyik fára, még élt, és segítségért kiáltozott. A körülötte állók teljesen megvadultak, felakasztott testének estek ütlegelték, kövekkel dobálták. Mikor látták, hogy már nem él, otthagyták. Ekkor azonban újabb csoportok tódultak oda, és a fejjel lefelé lógó hullát gyalázták.”

## Emlékezete
1957-ben utcát neveztek el róla Miskolcon, a korábban Kun Józsefről elnevezett utca kapta Szabó Lajos nevét. 1991-ben az utca a Kis-Hunyad utca nevet kapta, amely az utca 18. század óta viselt neve volt, amíg a századfordulón át nem nevezték Kun József utcára.
1970 és 1992 között Kazincbarcika egyik közterületét róla nevezték el. 1992. november 27-től a Szabó Lajos út nevét Mátyás király útra változtatták.

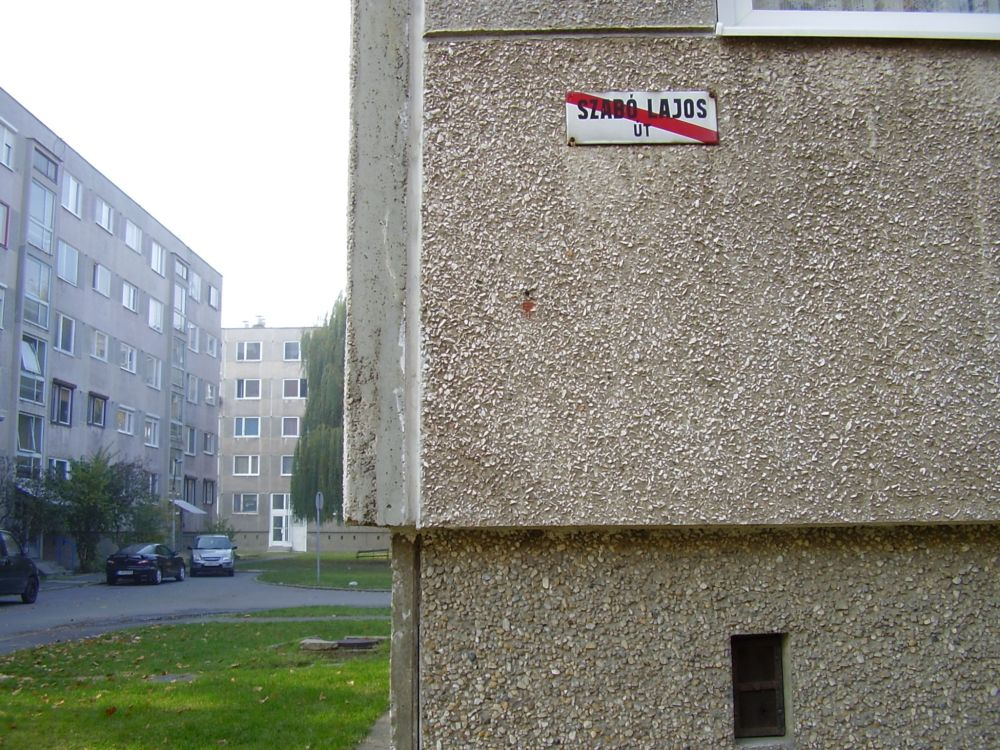
Kazincbarcika, az egykori Szabó Lajos út panelházai között